# Slutsch (Prypjat)
Der Slutsch (belarussisch Случ) ist ein linker Nebenfluss des Prypjat in Belarus.
Der Fluss durchfließt die Minskaja Woblasz. Er hat eine Länge von 228 km. Sein Einzugsgebiet hat eine Fläche von 5260 km². Sein Wasser bezieht er hauptsächlich aus den Polessia-Sümpfen. In der Mitte des Flusslaufes befindet sich die Stadt Salihorsk. Dort wird er zum Salihorsker Stausee aufgestaut. Die Region ist lange Zeit verschneit. Der Fluss erstarrt in kalten Jahren von Dezember bis März, da er durchfrieren kann. Weiter flussabwärts mündet der Moratsch von rechts in den Slutsch. Die letzten Kilometer durchfließt er die Homelskaja Woblasz. Er mündet schließlich in den Prypjat.